# Jean Baptiste Perrin
Jean Baptiste Perrin [žán batist perén] (30. září 1870, Lille, Francie – 17. dubna 1942, New York, USA) byl francouzský fyzik.
V roce 1926 obdržel Nobelovu cenu za výzkum nespojitých stavů hmoty, zejména za objev sedimentační rovnováhy, čímž dokázal teorii o atomové struktuře hmoty.

## Dílo
- Les principes. Exposé de thermodynamique (1901)
- Traité de chimie physique. Les principes (1903)
- Les preuves de la réalité moléculaire (1911)
- Les atomes (1913, 1936)
- Matière et Lumière (1919)
- Les éléments de la physique (1929)
- L'orientation actuelle des sciences (1930)
- Les formes chimiques de transition (1931)
- La recherche scientifique (1933)
- Grains de matière et grains de lumière (1935)
- L'organisation de la recherche scientifique en France (1938)
- À la surface des choses (1940-1941)
- La science et l'espérance (1948)